# Tammsviks herrgård

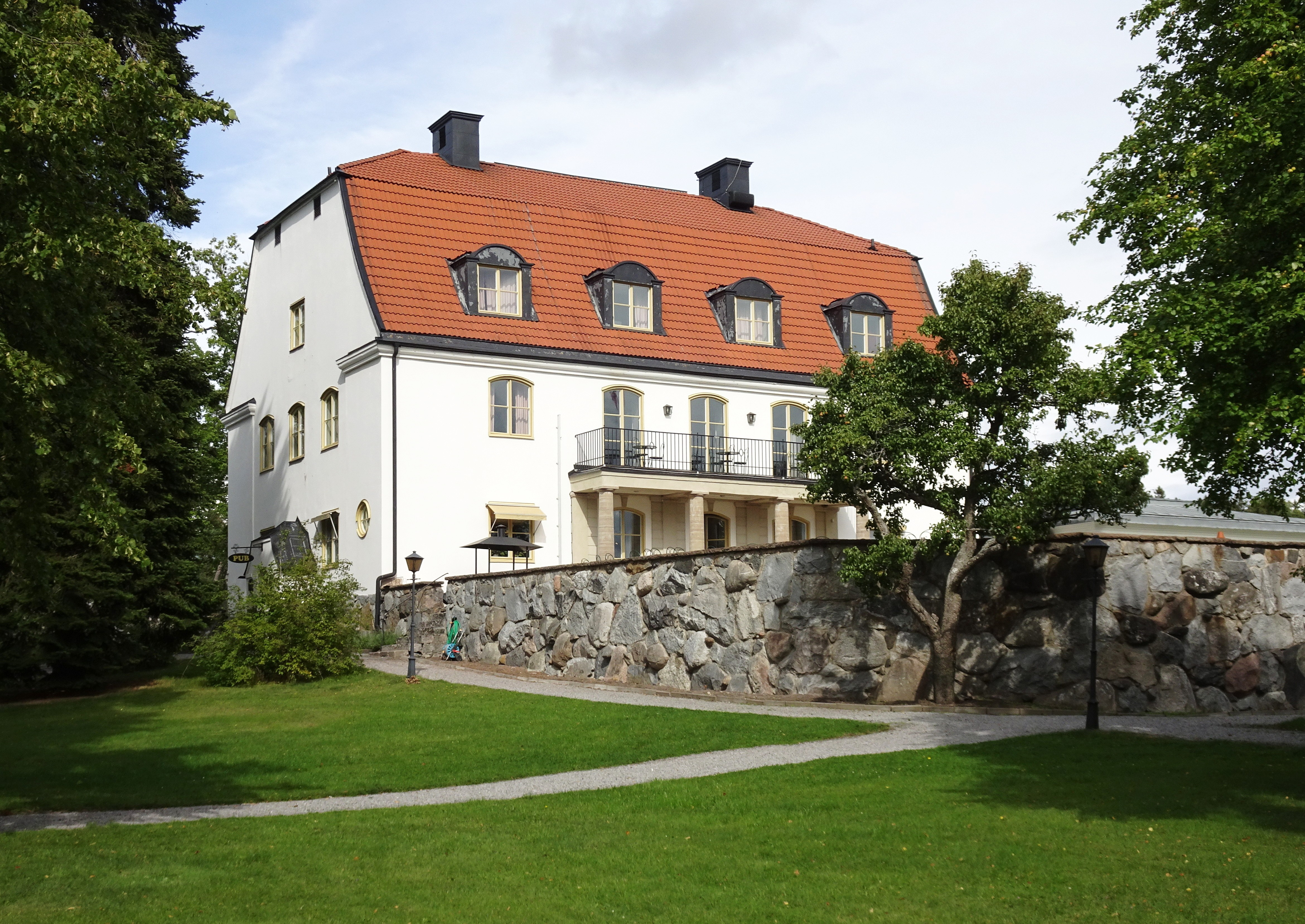
Tammsviks gård 2017.

Tammsviks herrgård (officiellt Happy Tammsvik) är en tidigare herrgård och sedan 1976 konferensanläggning vid Kvistabergsviken i Upplands-Bro kommun, Stockholms län. Byggnaden uppfördes 1917–1921 på initiativ av Claes Adolf Tamm, äldsta sonen till Per Gustaf Tamm, ägare till närbelägna Ådö säteri.

## Historik

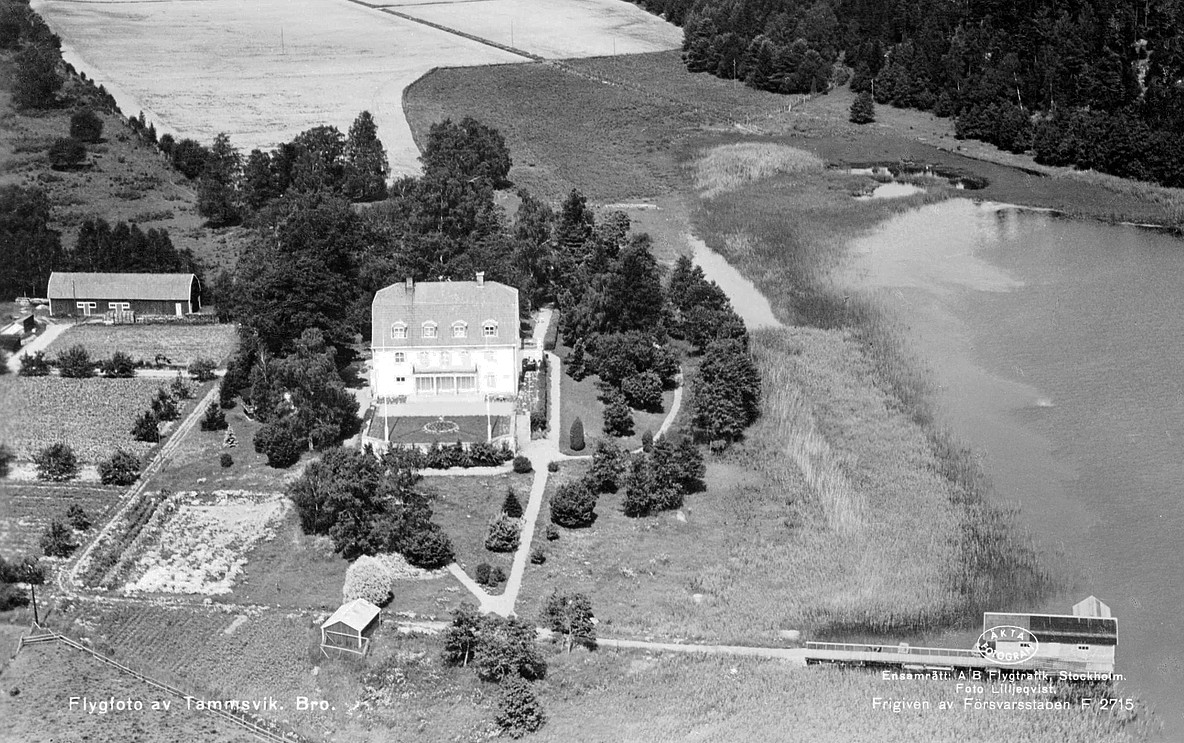
Tammsviks gård 1938.

Pehr Gustaf Tamm var brukspatron och förvärvade 1873 Ådö och 1875 närbelägna Säbyholm. Han hade fyra söner ur två äktenskap: Claes Adolf Tamm (född 1867), Henric Tamm (född 1869), Casper Tamm (född 1874) och Nils Tamm (född 1876). År 1907 delades den stora egendomen upp mellan dem. Casper Tamm fick Säbyholm, Henrik Tamm fick gården Lindormsnäs på Drakudden, Ådö slott gick till Claes Tamm medan Nils Tamm fick Kvistaberg. Det senare blev platsen för Kvistabergs observatorium som byggdes 1918–1919 av Nils Tamm. 
Claes Tamm sålde slottet 1917 eftersom han ansåg att det kostade för mycket att driva. Han byggde istället Tammsviks herrgård vid norra änden av Kvistabergsviken och bosatte sig där. Han studerade till arkitekt vid Tekniska skolan i Örebro 1884–1887 och troligen var det han som ritade byggnaden. 1930 hyrde Claes Tamm ut herrgården till syskonen Lundgren som döpte om den till "Tammsvik" med pensionatverksamhet. 1934 startade Claes, tillsammans med sin tredje fru Agnes, pensionat för välbärgade Stockholmare. De kallade gården Tammsviks säteri som gästades av bland andra Zarah Leander, Karin Juel och Stig Järrel. 1941 såldes gården, troligen i samband med Claes Tamms bortgång.
Tammsvik förblev pensionat fram till 1956 då det godkändes att ta emot "lättskötta kvinnliga patienter" från Norrtulls- och Beckomberga sjukhus. 1976 blev Tammsvik ett av Sveriges första konferenshotell under namnet Tammsvik Kursgård. 2001 byttes namnet till Tammsvik Konferens & Herrgård AB. Sedan december 2013 sköts driften av Tagehus Holding som även äger fastigheten. Idag förfogar Happy Tammsvik över flera byggnader med totalt 121 hotellrum och 40 mötesrum.

## Bilder

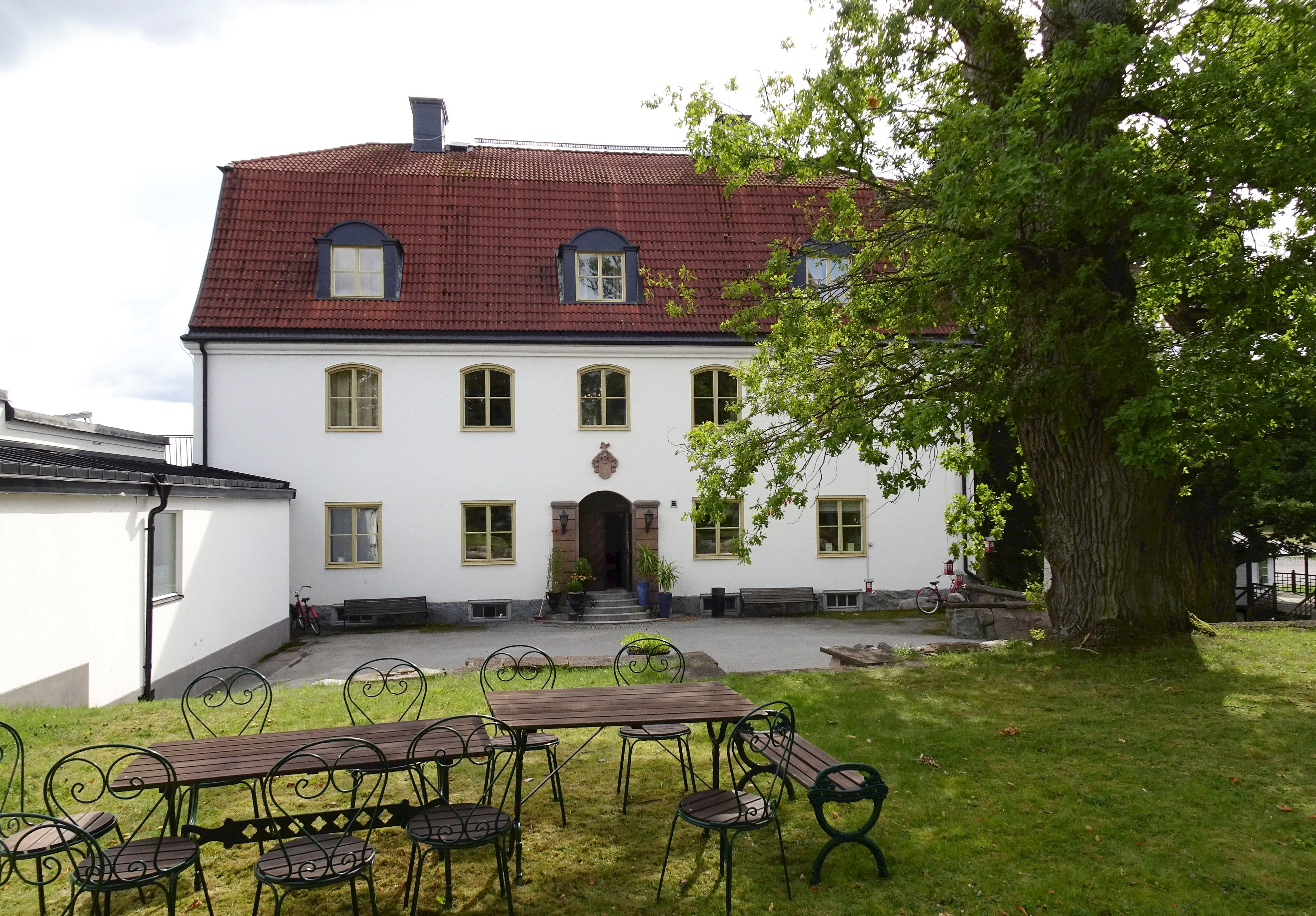
Fasad mot norr.
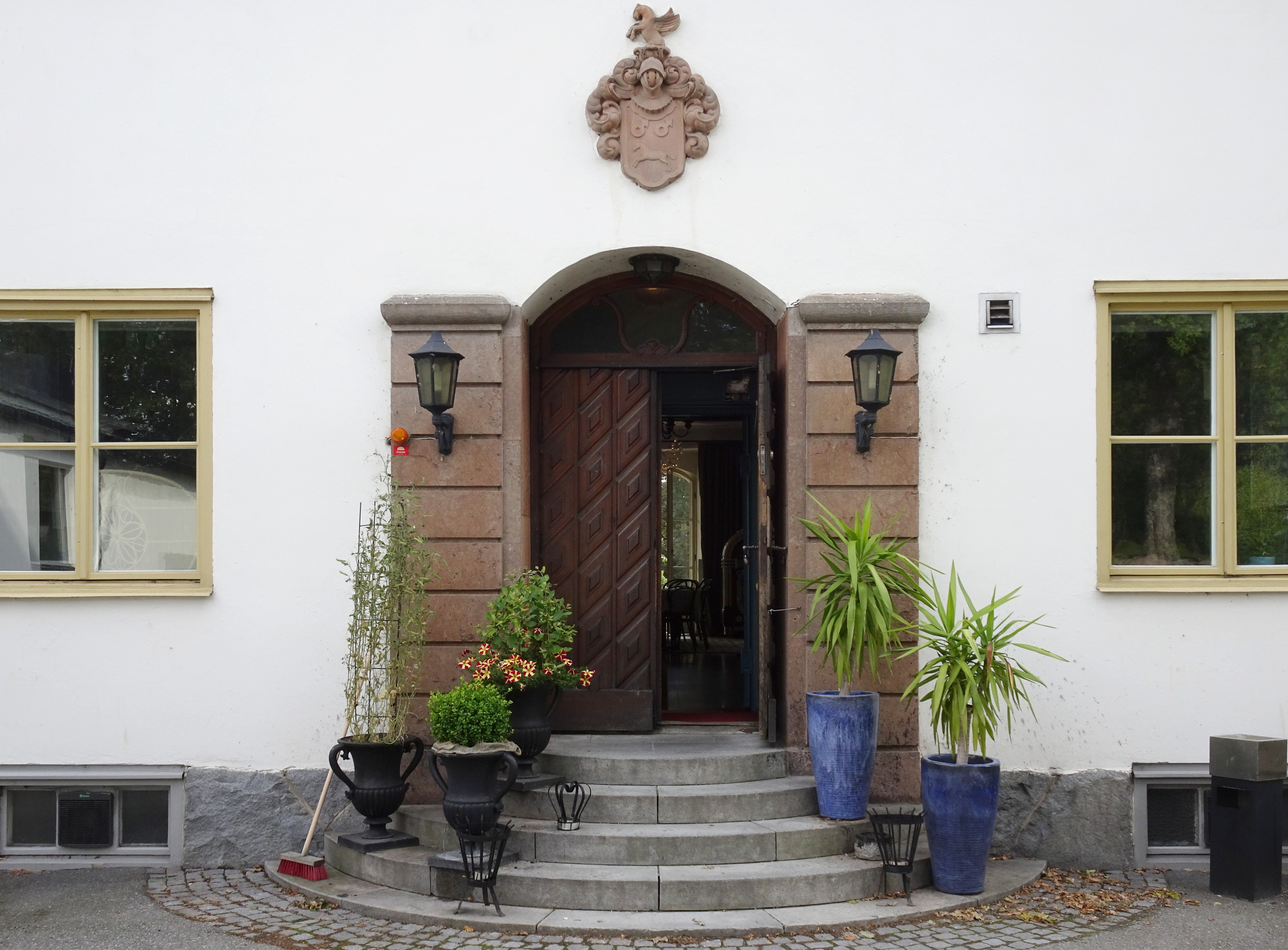
Över dörren syns det Tammska adelsvapnet.
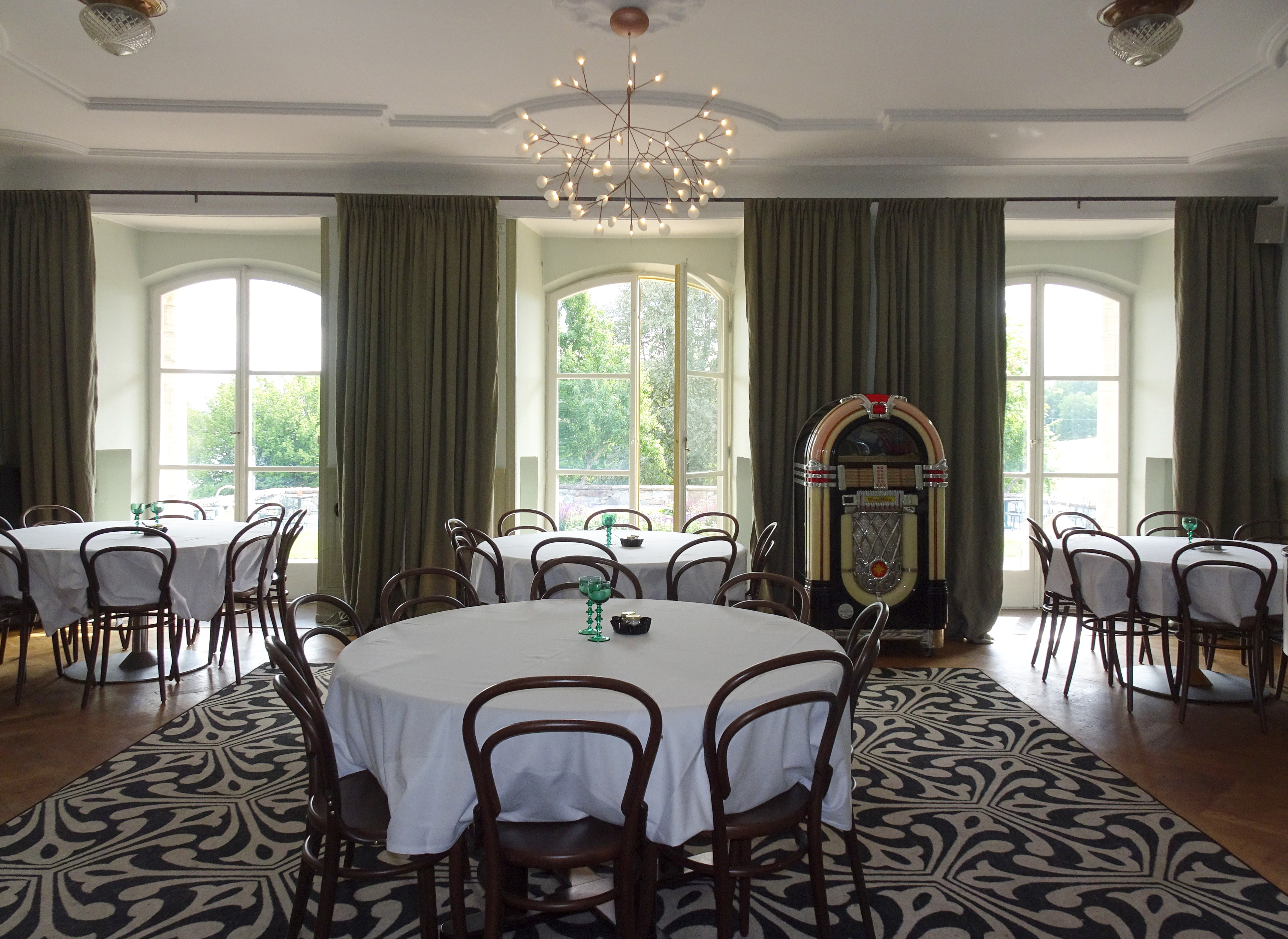
Matsalen på bottenvåningen.
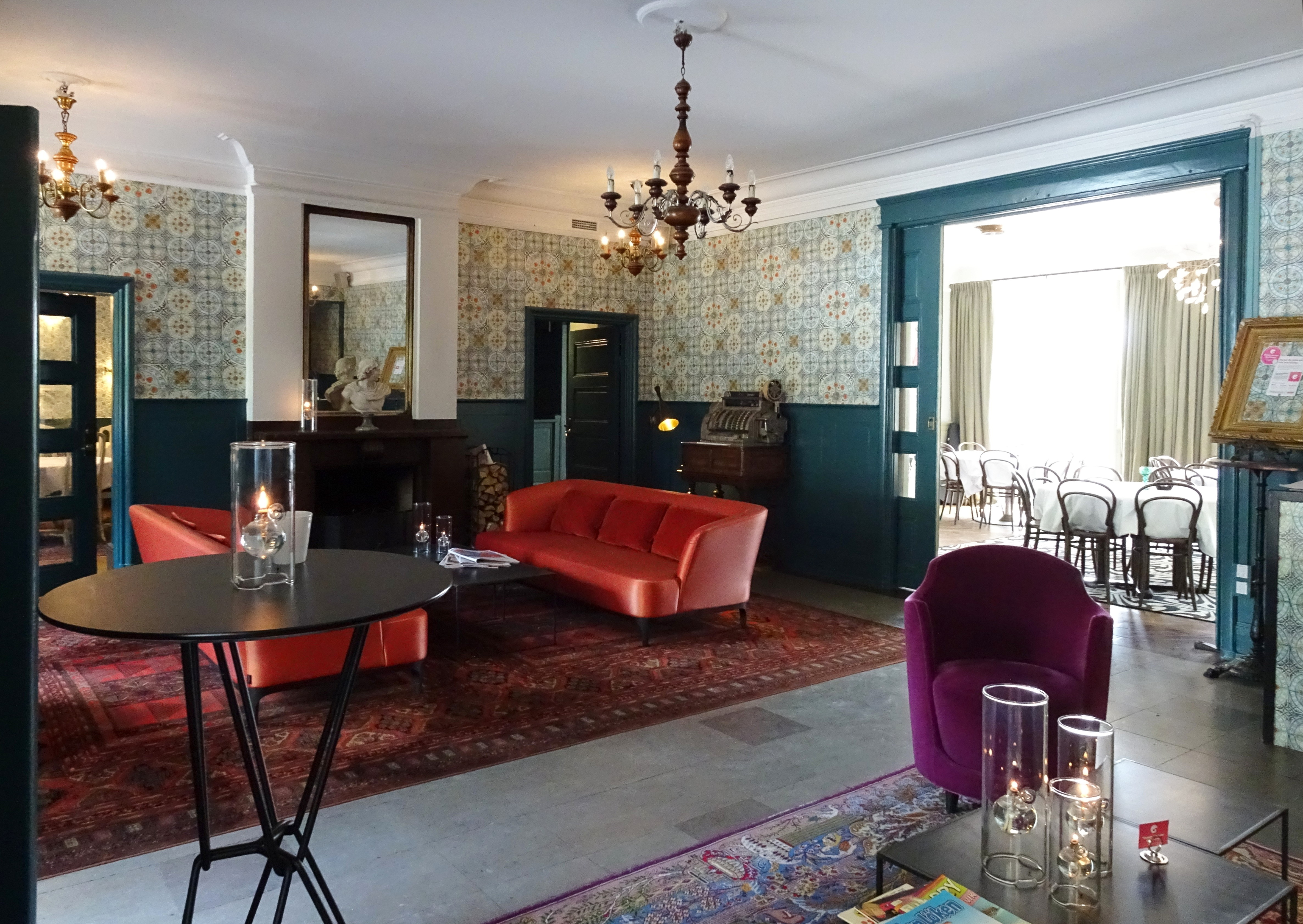
Lobbyn på bottenvåningen.